# Ust´-Griaznucha
Ust´-Griaznucha (ros. Усть-Грязнуха) – wieś w Rosji, w obwodzie wołgogradzkim, w rejonie kamyszyńskim. W 2010 liczyła 856 mieszkańców.